# Sara Loscos i López
Sara Loscos i López (Barcelona, 9 de març de 1980) és una periodista i actriu catalana.
Als 16 anys va ser presentadora del programa juvenil Loops!, dedicat al seguiment de l'actualitat musical, del Canal 33 de Televisió de Catalunya. El 2007 va ser presentadora de les històries de la sèrie GosSOS de TV3, un programa per sensibilitzar la població sobre la tinença de gossos. Acabada aquesta feina, va tornar a Loops! del Canal 33. D'altra banda, també ha va ser reportera a Ànima i actriu a sèries de televisió com El Joc de Viure (1997),Temps de silenci (2001-2002) o Laura.
El 2012 es va casar amb Jordi Graupera a Sant Martí d'Empúries, i poc després es van traslladar amb ell a Nova York, on va néixer les seves dues filles. Als Estats Units, Loscos va fer d'editora d'un canal de notícies de 24 hores i després va tornar a Barcelona, on ha continuat la seva vida personal i professional. Ha continuat fent feines de presentadora com al concert El pop d'una nit d'estiu al Festival Grec (2019).
Des del 2021 forma part de l'equip del programa Tot es mou de TV3, encarregada de l'anomenada zona de distensió. El 2022 va anunciar-se que s'encarregaria de substituir Helena Garcia Melero durant el període estival.